# Lețcani (gmina)
Lețcani – gmina w Rumunii, w okręgu Jassy. Obejmuje miejscowości Bogonos, Cogeasca, Cucuteni i Lețcani. W 2011 roku liczyła 6497 mieszkańców.